# Sven Gestrinius
Sven Gestrinius, adlad Lagerstam, född 1680, död 28 januari 1765, en var svensk ämbetsman. Han är känd för musikavhandlingen De musica hebræorum antiqua.

## Biografi
Sven Gestrin(ius) föddes 1680 som son till komministern i Bollnäs Samuel Gestrinius och Ebba Hagelsten. Han besökte Gävle trivialskola och från 1694 Gävle gymnasium, skrevs in vid Uppsala universitet 1698 och blev filosofie magister 1707. Från 1714 gjorde han en juridisk karriär som slutade som hovrättsråd från 1743. Han adlades Lagerstam 1755, ej introducerad. Han dog utan söner 1765. Han erhöll avsked med landshövdings karaktär och heder 1757.
I Uppsala var han 1701–1702 informator för Johannes Zellinger, son till director musices Christian Zellinger. Han disputerade 1702 på avhandlingen Botanici sacri excercitatio 1, preses Olof Celsius och för magistergraden 1707 på avhandlingen De musica hebræorum antiqua, preses Daniel Lundius. Den behandlar musikens upphov och verkan på de mänskliga affekterna. Därefter följer ett kapitel om musikens upphovsmän bland hebreerna och en redogörelse för deras instrument.